# Маскетін (округ, Айова)
Шаблон:StateAbbr_ 41°28′52″ пн. ш. 91°07′11″ зх. д. / 41.481111111111° пн. ш. 91.119722222222° зх. д.
Округ  Маскетін (англ. Muscatine County) — округ (графство) у штаті Айова, США. Ідентифікатор округу 19139.

## Історія
Округ утворений 1836 року.

## Демографія
За даними перепису 
2000 року 
загальне населення округу становило 41722 осіб, зокрема міського населення було 29591, а сільського — 12131.
Серед мешканців округу чоловіків було 20661, а жінок — 21061. В окрузі було 15847 домогосподарств, 11290 родин, які мешкали в 16786 будинках.
Середній розмір родини становив 3,07.
Віковий розподіл населення поданий у таблиці:
| Стать    | До 15 років | 15-21 | 22-29 | 30-39 | 40-49 | 50-65 | 65-85 | Понад 85 |
| -------- | ----------- | ----- | ----- | ----- | ----- | ----- | ----- | -------- |
| Чоловіки | 4782        | 2126  | 2070  | 3048  | 3301  | 3148  | 1975  | 211      |
| Жінки    | 4452        | 1960  | 2045  | 2995  | 3156  | 3240  | 2645  | 568      |

## Суміжні округи
- Седар — північ
- Скотт — північний схід
- Рок-Айленд, Іллінойс — схід, за Міссісіпі
- Луїза — південь / південний захід
- Джонсон — північний захід

## Виноски
1. ↑  U.S. Decennial Census. United States Census Bureau. Архів оригіналу за 4 квітня 2018. Процитовано 20 липня 2014.
2. ↑  Historical Census Browser. University of Virginia Library. Архів оригіналу за 11 серпня 2012. Процитовано 20 липня 2014.
3. ↑  Population of Counties by Decennial Census: 1900 to 1990. US Census Bureau. Архів оригіналу за 22 квітня 2014. Процитовано 20 липня 2014.
4. ↑  Census 2000 PHC-T-4. Ranking Tables for Counties: 1990 and 2000 (PDF). US Census Bureau. Архів оригіналу (PDF) за 18 грудня 2014. Процитовано 20 липня 2014.
5. ↑  State & County QuickFacts. United States Census Bureau. Архів оригіналу за 7 червня 2011. Процитовано 20 липня 2014.(англ.) Наведено за англійською вікіпедією.
6. ↑  American FactFinder. Бюро перепису населення США. Архів оригіналу за 26 лютого 2012. Процитовано 31 січня 2008.

| США | Це незавершена стаття з географії США. Ви можете допомогти проєкту, виправивши або дописавши її. |